# Зелена-Морава
Зелена-Морава (болг. Зелена морава) — село в Болгарии. Находится в Тырговиштской области, входит в общину Омуртаг. Население составляет 617 человек (2022).

## Политическая ситуация
В местном кметстве Зелена-Морава, в состав которого входит Зелена-Морава, должность кмета (старосты) исполняет Сабри Исмаилов Исмаилов (Движение за права и свободы (ДПС)) по результатам выборов.
Кмет (мэр) общины Омуртаг — Неждет Джевдет Шабан Движение за права и свободы (ДПС)) по результатам выборов.